# Kóhei Kató
Kóhei Kató (japonsky 加藤 恒平; * 14. června 1989, prefektura Wakajama) je japonský fotbalový záložník, od roku 2016 hráč klubu PFK Beroe Stara Zagora.
Mimo Japonsko působil na klubové úrovni v Argentině, Černé Hoře, Polsku a Bulharsku.

## Klubová kariéra
- JEF United Ichihara Chiba (mládež)
- Ritsumeikan University (mládež)
- Sacachispas FC 2012
- FC Machida Zelvia 2012–2013
- FK Rudar Pljevlja 2013–2015
- Podbeskidzie Bielsko-Biała 2015–2016[1]
- PFK Beroe Stara Zagora 2016–